# Centrum (Veenendaal)
Centrum is een wijk in de gemeente Veenendaal in de Nederlandse provincie Utrecht. In de wijk wonen ruim 4.800 mensen.

## Geschiedenis
Centrum is de oudste wijk van Veenendaal. In deze wijk bevinden zich dan ook de meeste monumenten van Veenendaal, waarvan de Oude Kerk de status van rijksmonument heeft.
De laatste jaren is de wijk flink aangepast door centrumvernieuwingsplan Brouwerspoort. Met dit plan zijn onder meer nieuwe culturen voorzieningen gebouwd en zijn de grachten teruggekeerd in het centrum.

## Buurten
De wijk bestaat uit de buurten: 
- Koopcentrum
- Vijgendam en omgeving
- Beatrixstraat en omgeving
- Schrijverswijk

## Voorzieningen en instellingen
In de wijk ligt het winkelgebied van Veenendaal, hier bevinden zich ruim 300 winkels. Het gemeentehuis ligt ook in de wijk.

## Openbaar vervoer
Ingeklemd tussen de wijken Centrum en Zuidoost ligt station Veenendaal Centrum. Vanaf het station rijden de buslijnen 50 en 280 via de Kerkewijk en het Koopcentrum richting Noordoost en station Veenendaal-De Klomp. Lijn 83 gaat ook naar station Veenendaal-De Klomp, maar dan via station Veenendaal West. Ook lijn 87 gaat naar station Veenendaal-De Klomp, maar dan via Petenbos en Dragonder. Buurtbus 505 rijdt via dezelfde route van Wekerom naar Overberg vice versa. Vanaf station Veenendaal Centrum rijdt bus 85 via de rand van het centrum naar station Ede-Wageningen.
Wijken: Centrum · Noordoost · Zuidoost · Zuidwest · Noordwest · West

Buurten: Koopcentrum · Vijgendam en omgeving · Schrijverswijk · Beatrixstraat en omgeving · Dragonder-Noord · Dragonder-Oost · Dragonder-Zuid · Spitsbergen · Veenendaal-Oost · Engelenburg · Boslaan en omgeving · Petenbos-West · Petenbos-Oost · De Groene Velden · 't Goeie Spoor en omgeving · Franse Gat · Salamander · Molenbrug · 't Hoorntje · De Pol · De Gelderse Blom · Oudeveen en De Schans en omgeving · Componistenbuurt · Vogelbuurt · Schepenbuurt · Dichtersbuurt
Industriegebieden: Het Ambacht · Nijverkamp · De Faktorij en De Vendel · De Compagnie · De Compagnie-Oost · De Batterijen
Buitengebieden: Fort Buurtsteeg · Bezuiden de Dijkstraat · De Blauwe Hel · Bezuiden de Middelbuurtseweg
Utrecht · Plaatsen in de provincie      Nederland · Provincies · Gemeenten